# Snårfåglar
Snårfåglar (Atrichornithidae) är en mycket liten familj med mycket skygga marklevande tättingar som förekommer i Australien. Familjen består av bara två arter som båda tillhör släktet Atrichornis. Rostsnårfågel (Atrichornis rufescens) är sällsynt och har ett mycket begränsat utbredningsområde, och sångsnårfågel (Atrichornis clamosus) är så pass ovanlig att den var befarad utdöd fram till 1961 då den återupptäcktes.

## Taxonomi
Det första specimen var av arten A. clamosus och samlades in av John Gilbert. Eftersom han såg flera ekologiska likheter mellan denna art och borstsmygarna (Dasyornis) kom arten att placeras i detta släkte, när John Gould 1865 först beskrev den taxonomiskt. Det egna släktet och familjen beskrevs taxonomiskt av Leonhard Hess Stejneger 1885.  
Snårfåglarnas närmsta släktingar utgörs av lyrfåglarna, som är släktets systertaxa, och tillsammans utgör de en ursprunglig utvecklingslinje inom parvordningen Corvida hos de oscina tättingarna.

## Utseende och ekologi
De båda fågelarterna är mycket lika och ungefär lika stora som staren, med en längd på ungefär 20 cm. Deras fjäderdräkt är kryptisk i matt brunt och svart. Det som främst skiljer arterna åt är karaktärer kopplade till deras ringa flygförmåga där sångsnårfågeln verkar mer benägen att flyga än rostsnårfågeln. Sångsnårfågeln förekommer i buskmarker och torra skogsbiotoper i kustområden i södra Western Australia och rostsnårfågeln bebor subtropiska regnskog i östra Australien, i ett område i närheten av gränsen mellan Queensland och New South Wales. De är till sitt beteende muslika, anpassade för ett liv på marken och springer mycket snabbt. De är mycket skygga och tar skydd för att undgå upptäckt.
Hos båda arter har hanen ett kraftfullt ringande läte med metallisk klang, som hörs över stora avstånd. Trots styrkan är det ofta svårt att lokalisera exakt var fågeln är placerad utifrån lätet, men när man kommer nära är ljudet nästan smärtsamt. Honan bygger ett sfäriskt bo nära marken och tar själv hand om ruvning och uppfödning av ungarna.

## Status
Länge befarades sångsnårfågeln vara utdöd, men en mindre population återupptäcktes 1961 och beståndet uppskattades 1962 till 40-45 individer. Som resultat av naturvårdande insatser hade populationen kring mitten av 1980-talet ökat till ungefär 400 individer, och har senare även återintroducerats till fler områden, men fortsätter att vara hotad. 2002 uppskattades populationen till cirka 1200 fåglar. Även rostsnårfågel har en liten population med mycket begränsat utbredningsområde.

## Arter
- Rostsnårfågel (Atrichornis rufescens) (Ramsay, 1866)
- Sångsnårfågel (Atrichornis clamosus) (Gould, 1844)